# Podział komórki

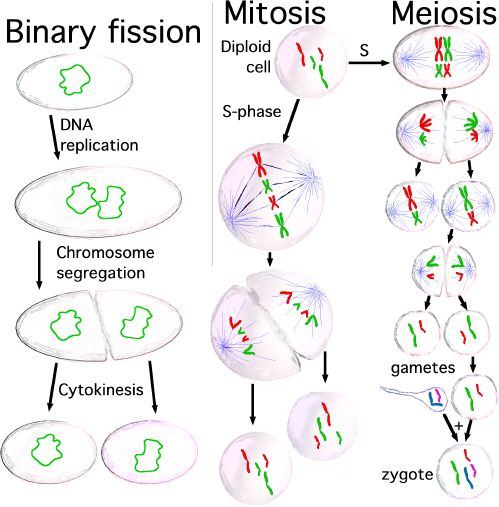
Schemat podziałów komórki

Podział Euglypha ciliata

Podział komórki – proces zachodzący u wszystkich organizmów (jedna z faz cyklu komórkowego), w którym komórka dzieli się na dwie lub więcej komórek potomnych. Składają się na niego dwa oddzielne procesy: kariokineza (mitoza lub mejoza) oraz cytokineza. Tylko niektóre komórki zachowują zdolność do podziału, inne są wyspecjalizowane i nie dzielą się.

## Podział jako forma rozmnażania
Podział komórki może być uważany za formę rozmnażania bezpłciowego. Jest on pospolity u organizmów jednokomórkowych (np. bakterie, sinice, glony, grzyby, pierwotniaki) i prowadzi do powstania dwóch wyglądających identycznych organizmów potomnych, które przed następnym podziałem dorosną do wielkości komórki macierzystej.